# Матвієнко Іван Андрійович
Іван Андрійович Матвієнко (рос. Иван Андреевич Матвеенко; 7 жовтня 1923, Васильєвка — 26 липня 2008) — радянський офіцер, Герой Радянського Союзу.

## Біографія
Народився 7 жовтня 1923 року в селі Васильєвці (нині Бутурліновського району Воронезької області) в сім'ї селянина-бідняка. Росіянин. Закінчив середню школу.
У Червоній Армії з 1941 року. У 1942 році закінчив Орловське танкове училище імені М. В. Фрунзе. Учасник німецько-радянської війни з вересня 1942 року. Воював на Західному і 3-му Білоруському фронтах. Брав участь у відвоюванні Білорусі, Прибалтики. В боях з німецькими загарбниками був тричі поранений.
Будучи командиром взводу 120-ї окремої танкової бригади (5-а армія, 3-й Білоруський фронт) комсомолець лейтенант Іван Матвієнко одним з перших 29 липня 1944 року прорвався до міста Каунаса (Литва). Екіпаж його машини знищив чотири танки і дві бронемашини ворога. Взвод успішно відбив контратаки противника, чим сприяв виходу до міста частин бригади.
Указом Президії Верховної Ради СРСР від 24 березня 1945 року за зразкове виконання бойових завдань командування на фронті боротьби з німецько-фашистськими загарбниками і проявлені при цьому мужність і героїзм, лейтенанту Матвієнку Івану Андрійовичу присвоєно звання Героя Радянського Союзу з врученням ордена Леніна і медалі «Золота Зірка» (№ 6192).
Надалі брав участь в боях на території Східної Пруссії, в штурмі Кенігсберга. Член ВКП (б) з 1945 року.
Після війни деякий час продовжував службу в Збройних силах СРСР. Був звільнений в запас у званні гвардії капітана. У 1951 році закінчив Київський державний університет імені Т. Г. Шевченка. Працював старшим викладачем на кафедрі історії КПРС в Київському технологічному інституті.
Брав участь у ветеранському русі. Написав книгу спогадів про свою бригаду.

Могила Івана Матвієнка

Жив в Києві. Гвардії полковник І. А. Матвієнко помер 26 липня 2008 року. Похований в Києві на Байковому кладовищі (ділянка № 33).

## Нагороди
Нагороджений орденом Леніна, орденом Червоного Прапора, орденами Вітчизняної війни 1-го і 2-го ступеня, орденом Червоної Зірки, українськими орденами, медалями.

## Пам'ять
У Києві в Національному музеї історії України у Другій світовій війні зберігається його комсомольський квиток, пробитий ворожим осколком.